# West Hythe
West Hythe är en ort i civil parish Hythe, i distriktet Folkestone and Hythe i grevskapet Kent i England. Orten är belägen 10 km från Folkestone. Orten hade 566 invånare år 2020. West Hythe var en civil parish fram till 1888 när blev den en del av Hythe St Leonard och Burmarsh. Civil parish hade 138 invånare år 1881.